# Art Pepper
Art Pepper, właśc. Arthur Edward Pepper Jr. (ur. 1 września 1925 w Gardenie, zm. 15 czerwca 1982 w Los Angeles) – amerykański muzyk jazzowy, saksofonista altowy.

## Życie muzyczne
Karierę zawodowego muzyka rozpoczął w latach 40., grając z Bennym Carterem i Stanem Kentonem (1946–1952). W latach 50. uważany za jednego z najlepszych jazowych saksofonistów altowych. Wraz z Chetem Bakerem, Gerrym Mulliganem i Shellym Manne’em (choć chyba bardziej z powodów geograficznych niż stylu grania) zaliczany do muzyków grających West Coast jazz, w odróżnieniu od East Coast jazz (lub „hot”), z którym kojarzeni są np. Charlie Parker i Dizzy Gillespie.
Pepper był członkiem Buddy Rich’s Big Band od 1968 do 1969. Dwukrotnie, w 1977 i 1978, odbył – bardzo dobrze przyjęte – tournée po Japonii.
Mimo kilku – krótszych lub dłuższych – przymusowych przerw spowodowanych konfliktami z prawem (był uzależniony od heroiny), Pepper kontynuował swoją muzyczną karierę i miał niejeden efektowny comeback. Powracał na scenę, gdyż ani nadużywanie narkotyków ani zatargi z prawem nie miały negatywnego wpływu na poziom jego gry, której artystyczne mistrzostwo prezentował Pepper aż do śmierci.
W tym czasie nagrał np. tak znane albumy jak Art Pepper Meets the Rhythm Section, Art Pepper + Eleven – Modern Jazz Classics, Gettin’ Together i Smack Up. Charakterystyczne dla tego okresu nagrania Peppera zostały też zarejestrowane na płytach: The Aladdin Recordings (trzy części), The Early Show, The Late Show, The Complete Surf Ride i The Way It Was!, zawierający sesję nagraną z Warne’em Marshem.

## Życie prywatne
Przez wiele lat Pepper mieszkał na wzgórzach Echo Park, w Los Angeles. Jako niespełna dwudziestolatek grał krótko w orkiestrach Benny Cartera i Stana Kentona, ale na lata 1944–1946 musiał przerwać występy aby odbyć służbę wojskową. Po wojsku powrócił do zespołu Stana Kentona. Czas tej współpracy (1946–1952) to jeden z lepszych okresów w życiu muzyka, chociaż właśnie wtedy uzależnił się od heroiny i od tej pory jego muzyczna kariera przerywana była przez kilkakrotne (spowodowane zażywaniem narkotyków) pobyty w więzieniu: w latach 1954–1956, 1960–1961, 1961–1964 i 1964–1965. Ostatnie dwa wyroki odsiedział w San Quentin. Pod koniec lat sześćdziesiątych, w okresie współpracy z Buddy Richem, stan zdrowia Peppera bardzo się pogorszył i w rezultacie lata 1969–1971 muzyk spędził w Synanon, ośrodku leczenia dla narkomanów. Gdy w połowie lat 70. rozpoczął terapię metadonem wrócił do koncertowania i nagrał kilka płyt m.in.: Living Legend, Art Pepper Today, Among Friends
i Live in Japan: Vol. 2.
W swej autobiografii zatytułowanej Straight Life (1980), spisanej przez jego trzecią żonę Laurie Pepper, omawia zarówno świat jazzu, jak również i narkotyków oraz – znaną mu przecież z autopsji – subkulturę kryminalistów Kalifornii z połowy XX wieku. O jego życiu opowiada dokumentalny film Art Pepper: Notes from a Jazz Survivor.
Pepper zmarł na udar mózgu 15 czerwca 1982 w Panorama City (Los Angeles). Pochowany został na Hollywood Forever Cemetery, położonym przy Santa Monica Boulevard 6000.

## Dyskografia

### Jako lidera
- 1951 Popo – razem z Shortym Rogersem (Xanadu Records)
- 1952 Art Pepper Early Days, Vol. 1 (Norma/Vantage Records, wyd. 1991)
- 1952 Art Pepper Live at the Lighthouse '52 (Norma/Vantage Records, wyd. 2008)
- 1952 The Early Show (Xanadu Records)
- 1952 The Late Show (Xanadu Records)
- 1952 Surf Ride (Savoy)
- 1952 A Night at the Surf Club, Vol. 1 [live] (EPM)
- 1952 A Night at the Surf Club, Vol. 1 [live] (Xanadu)
- 1952 A Night at the Surf Club, Vol. 2 [live] (EPM)
- 1952 A Night at the Surf Club, Vol. 2 [live] (Xanadu)
- 1952 Art Pepper: Sonny Redd (Savoy)
- 1953 Art Pepper Quartet: Volume 1 (Time Is)
- 1954 Art Pepper Quintet (Discovery)
- 1956 Val’s Pal (VSOP)
- 1956 The Art Pepper Quartet (Tampa/OJC)
- 1956 The Artistry of Pepper (Pacific Jazz)
- 1957 The Return of Art Pepper (Jazz: west): nagrania z 1956, wyd. rozszerzone w 1988
- 1957 Modern Art (Intro), w 1988 kompilacja z Collections
- 1957 Show Time (AMJ)
- 1957 Art Pepper Meets the Rhythm Section (Contemporary/OJC)
- 1957 The Art of Pepper, Vol. 3 (Blue Note)
- 1957 The Art of Pepper, Vol. 1 (VSOP)
- 1957 The Art of Pepper, Vol. 2 (VSOP)
- 1957 Mucho Calor (Much Heat) (Andex/VSOP/TOFREC)
- 1959 Art Pepper + Eleven – Modern Jazz Classics (Contemporary/OJC)
- 1959 Two Altos (Savoy)
- 1960 Gettin’ Together! (Contemporary/OJC)
- 1960 Intensity (Contemporary/OJC)
- 1960 Smack Up (Contemporary/OJC)
- 1963 Pepper/Manne (Charlie Parker)
- 1964 Art Pepper Quartet in San Francisco (1964) [live] (Fresh Sound)
- 1975 Garden State Jam Sessions [live] (Lone Hill Jazz)
- 1975 I’ll Remember April: Live at Foothill College (Storyville)
- 1975 Living Legend (Contemporary/Original Jazz Classics)
- 1976 The Trip (Contemporary/OJC)
- 1977 Early Art [kompilacja] (Blue Note), nagrania z lat 1956–1957
- 1977 A Night in Tunisia [live] (Storyville)
- 1977 No Limit (Contemporary/OJC)
- 1977 Tokyo Debut [live] (Galaxy)
- 1977 Thursday Night at the Village Vanguard [live] (Contemporary/OJC)
- 1977 Friday Night at the Village Vanguard [live] (Contemporary/OJC)
- 1977 Saturday Night at the Village Vanguard [live] (Contemporary/OJC)
- 1977 More for Les: at the Village Vanguard Vol. 4 [live] (Contemporary/OJC)
- 1977 San Francisco Samba: Live at Keystone Korner (Contemporary)
- 1977 The Gauntlet / Original Sound Track (Warner Bros.)
- 1978 Live in Japan, Vol. 1: Ophelia (Storyville)
- 1978 Live in Japan, Vol. 2 (Storyville)
- 1978 Among Friends (Discovery)
- 1978 Art Pepper Today (Original Jazz Classics)
- 1978 Birds and Ballads (Galaxy)
- 1979 So in Love (Artists House)
- 1979 New York Album (Original Jazz Classics)
- 1979 Artworks (Galaxy)
- 1979 Landscape [live] (Galaxy/OJC)
- 1979 Tokyo Encore [live] (Dreyfus)
- 1980 Straight Life (Galaxy/OJC)
- 1980 One September Afternoon (Galaxy/OJC)
- 1980 Winter Moon (Galaxy/OJC)
- 1980 Blues for the Fisherman with Milcho Leviev Live at Ronnie Scott’s London.(TAA/Mole)
- 1981 Art Pepper with Duke Jordan in Copenhagen 1981 [live] (Galaxy)
- 1981 Art Lives (Galaxy)
- 1981 Art ‘N’ Zoot (WestWind)
- 1981 Arthur’s Blues (Original Jazz Classics)
- 1981 Roadgame [live] (Galaxy/OJC)
- 1982 Darn That Dream (Real Time)
- 1982 Goin’ Home (Galaxy; Original Jazz Classics)
- 1987 Art Pepper with Warne Marsh (Victor (aka The Way it Was! Contemporary))
- 1988 The Return of Art Pepper: The Complete Art Pepper Aladdin Recordings, Vol. 1 (Blue Note)
- 1988 Modern Art: The Complete Art Pepper Aladdin Recordings, Vol. 2 (Blue Note)
- 1989 The Route (Pacific Jazz), nagrania z 1956
- 1992 Art in L.A. (WestWind)
- 1995 Tête-à-Tête (Galaxy/OJC)
- 2006 Summer Knows (Absord)
- 2007 Unreleased Art, Vol. 1 The Complete Abashiri Concert – November 22, 1981
- 2007 Unreleased Art, Vol. 2: The Last Concert (May 30, 1982), Kool Jazz Festival

### Jako muzyka towarzyszącego (sesyjnego)
- 1952 Jazz Composers Workshop razem z Billem Russo, Jimmym Giuffrem, Shellym Manne’em, Shortym Rogersem i in.
- 1956 Hoagy Sings Carmichael (Pacific Jazz); patrz Hoagy Carmichael
- 1956 The Marty Paich Quartet featuring Art Pepper (Tampa/VSOP); patrz Marty Paich
- 1957 Collections razem z Joe Morello, Redem Norvo, Gerrym Wigginsem
- 1968 Mercy, Mercy (Pacific Jazz); patrz Buddy Rich
- 1978 Birds and Ballads (patrz Johnny Griffin)
- 1979 California Hard (Xanadu Records); patrz Dolo Coker
- 1979 Very R.A.R.E. (Konnex Records); patrz Elvin Jones
- 1980 Blues For The Fisherman [Live] (Mole); patrz Milcho Leviev
- 1980 True Blues [Live] (Mole); patrz Milcho Leviev
- 1981 Mistral (patrz Freddie Hubbard)
- 1982 Richie Cole And... Return to Alto Acres (Palo Alto); patrz Richie Cole